# Хачатурян, Андрей Владимирович
Андре́й Влади́мирович Хачатуря́н (бел. Андрэй Уладзіміравіч Хачатуран; род. 2 сентября 1987, Минск) — белорусский футболист, полузащитник клуба «МЛ Витебск». Выступал за сборную Беларуси.

## Карьера
Воспитанник футбольной школы ФК «Минск». Начинал карьеру во второй лиге Беларуси в клубе «Смена-Минск», с которым вышел в первую лигу. С 2006 года на протяжении 5 сезонов выступал за столичный клуб «Минск».
В августе 2010 заключил контракт с сочинской «Жемчужиной».
В сезоне 2011 снова вернулся в «Минск». Однако уже летом на правах свободного агента покинул столичную команду. В начале осени заключил контракт с солигорским «Шахтёром», где закрепился в основе на позиции центрального полузащитника. В начале 2012 года использовался на позиции правого защитника, позднее стал играть в опорной зоне. В июне 2013 года получил тяжёлую травму, вернулся на поле в октябре того же года. В январе 2014 года покинул «Шахтёр».
После «Шахтёра» пробовал трудоустроиться в российских «Балтике» и «Уфе», однако оба раза стороны не достигли соглашения об условиях контракта. В результате, в марте 2014 года стал игроком гродненского «Немана». Начинал сезон 2014 в опорной зоне, однако вскоре был переведён на позицию правого полузащитника. Стал одним из лидеров гродненского клуба, однако в июне получил травму, из-за которой выбыл до конца сезона. В январе 2015 года контракт с «Неманом» был расторгнут.
В январе 2015 года находился на просмотре в молдавской «Дачии», однако контракт так и не был заключён. Также интерес к Хачатуряну проявляли российский «Сокол» и различные белорусские клубы. В результате футболист вернулся в «Неман», с которым в марте подписал новый контракт. Во второй половине апреля не играл из-за травмы, позднее вернулся на поле и стал одним из ключевых игроков гродненцев. Из-за нехватки исполнителей стал иногда выходить на позиции нападающего. Был признан болельщиками клуба лучшим футболистом «Немана» в мае 2015 года. В июне не смог договориться с клубом о пролонгации контракта и покинул команду.
После ухода из «Немана» некоторое время поддерживал форму в составе «Ислочи» из Первой лиги. 10 июля 2015 года подписал соглашение с жодинским «Торпедо-БелАЗ». В составе жодинцев закрепился на позиции центрального полузащитника. В январе 2016 года по окончании контракта покинул клуб, имея намерение трудоустроиться за рубежом.
В январе 2016 года присоединился к «Белшине». Рассматривался в качестве основного игрока бобруйской команды, однако в начале сезона получил травму, из-за которой пропустил практически весь апрель, позднее вернулся на поле. В июне расторг контракт с «Белшиной» и вскоре стал игроком «Торпедо-БелАЗ».
В составе «Торпедо» во второй половине сезона 2016 был основным центральным полузащитником, играл в Лиге Европы. В январе 2017 года продлил контракт с автозаводцами. В 2017 году закрепился в качестве одного из лидеров команды, проведя 27 матчей в чемпионате Беларуси. В ноябре подписал новый двухлетний контракт с «Торпедо-БелАЗ».
В первой половине 2018 года отсутствовал из-за травмы. Вернулся на поле в августе и вскоре вновь закрепился в стартовом составе команды. В 2019 году стал капитаном. В 2020 году забил шесть голов в Высшей лиге и отдал шесть голевых передач, чем помог команде завоевать бронзовые медали чемпионата. В январе 2021 года продлил соглашение с жодинским клубом.

### В сборной
Имеет опыт выступления за юношескую сборную Беларуси в 2006 году.
15 августа 2012 года дебютировал за национальную сборную в товарищеском матче против Армении. После февраля 2013 года в сборную не привлекался. В сентябре 2020 года вновь был вызван в состав национальной команды.

## Достижения
- Серебряный призёр чемпионата Беларуси (3): 2011, 2012, 2013
- Бронзовый призёр чемпионата Беларуси: 2020
- Победитель Первой лиги (2): 2006, 2008
- Победитель Второй лиги: 2004
- В списке 22 лучших игроков чемпионата Беларуси: 2012